# Отје ди Пи
Отје ди Пи (фр. Authieux-du-Puits) насеље је и општина у северној Француској у региону Доња Нормандија, у департману Орн која припада префектури Аржантан.
По подацима из 2011. године у општини је живело 68 становника, а густина насељености је износила 15,35 становника/km². Општина се простире на површини од 4,43 km². Налази се на средњој надморској висини од 240 метара (максималној 302 m, а минималној 214 m).

## Демографија
| 1962. | 1968. | 1975. | 1982. | 1990. | 1999. | 2011. |
| ----- | ----- | ----- | ----- | ----- | ----- | ----- |
| 92    | 105   | 98    | 60    | 62    | 72    | 68    |

График промене броја становника у току последњих година